# Sharon Kok
Sharon Kok (Alkmaar, 18 maart 1987) is een Nederlands voormalig voetballer onder contract stond bij AZ, FC Zwolle, SC Telstar VVNH, VV Alkmaar en ADO Den Haag.

## Carrière
Kok begon haar voetbalcarrière bij Flamingos '64. Via Jong Holland en VV Reiger Boys kwam ze terecht bij Fortuna Wormerveer. In 2007 maakte ze de overstap naar AZ om mee te doen in de nieuwe Eredivisie voor Vrouwen. In 2008, 2009 en 2010 werd ze landskampioen met de club. Daarna vertrok ze naar FC Zwolle. Nog voor ze een officiële wedstrijd heeft gespeeld voor FC Zwolle heeft ze afscheid genomen en gekozen voor een maatschappelijke carrière. In 2012 keerde ze terug in het betaalde voetbal bij SC Telstar VVNH, de opvolger van haar voormalige club AZ. In 2015 verhuisde ze mee met Telstar naar Alkmaar om daar te gaan spelen voor VV Alkmaar. In 2017 maakte ze de overstap naar ADO Den Haag. In november 2019 maakte ze bekend per direct te stoppen met voetballen op het hoogste niveau.

## Statistieken
| Seizoen         | Club            | Land            | Competitie          | Wed. | Dlp. |
| --------------- | --------------- | --------------- | ------------------- | ---- | ---- |
| 2007/08         | AZ              | Nederland       | Eredivisie          | –    | –    |
| 2008/09         | AZ              | Nederland       | Eredivisie          | 20   | 0    |
| 2009/10         | AZ              | Nederland       | Eredivisie          | 4    | 0    |
| 2012/13         | SC Telstar VVNH | Nederland       | BeNe League Orange  | 6    | 0    |
| 2013/14         | SC Telstar VVNH | Nederland       | Women's BeNe League | 18   | 0    |
| 2014/15         | SC Telstar VVNH | Nederland       | Women's BeNe League | 3    | 0    |
| 2015/16         | VV Alkmaar      | Nederland       | Eredivisie          | 9    | 0    |
| 2016/17         | VV Alkmaar      | Nederland       | Eredivisie          | 23   | 1    |
| 2017/18         | ADO Den Haag    | Nederland       | Eredivisie          | 10   | 0    |
| 2018/19         | ADO Den Haag    | Nederland       | Eredivisie          | 17   | 0    |
| 2019/20         | ADO Den Haag    | Nederland       | Eredivisie          | 4    | 0    |
| Carrière totaal | Carrière totaal | Carrière totaal | Carrière totaal     | 157  | 15   |

## Erelijst

### MetAZ
| Nationaal     |    |                           |
| Landskampioen | 3× | 2007/08, 2008/09, 2008/09 |